# ربيعة خاتون
ربيعة خاتون (1166-1245) هي ربيعة بنت أيوب بن شاذي، الأخت الصغرى للسلطان صلاح الدين الأيوبي، عاشت في دمشق، واشتهرت بفضلها وتقواها، وزوجها هو مظفر الدين كوكبوري، وقد ساهمت في بناء المدرسة الحنبلية في جبل الصالحية، وجعلت له أوقافاً. توفيت عام 1245 في دمشق.